# Jeroen Streunding
Jeroen Streunding (22. maj 1974), bedre kendt som DJ Neophyte er en hollandsk DJ og producer af primært hardcore/gabber musik. 
Han har arbejdet sammen med The Stunned Guys, Paul Elstak, DJ Panic og Rob Gee.